# إيفيبوفيليا
إيفيبوفيليا يُعد الانجذاب الجنسي للمراهقين في منتصف إلى أواخر سن المراهقة، الذين تتراوح أعمارهم عادة بين 15 و19 عامًا، من الاهتمامات الأساسية في هذا العمر. استُخدم هذا المصطلح في الأصل خلال أواخر القرن التاسع عشر وحتى منتصف القرن العشرين. ويُصنَّف ضمن التفضيلات الجنسية التي ترتبط بمراحل عمرية معينة، ويُعرف تقنيًا بمصطلح "كرونوفيليا". يشير مصطلح "إيفوفيليا" تحديدًا إلى التفضيل الواضح للشركاء الجنسيين في هذه الفئة العمرية، وليس مجرد الشعور بجاذبية تجاههم. ومن الجدير بالذكر أنه لا يُعتبر تشخيصًا نفسيًا.
في بيئات البحث، تُستخدم مصطلحات محددة للإشارة إلى كرونوفيليا: على سبيل المثال، إيفيبوفيليا للإشارة إلى التفضيل الجنسي للمراهقين في منتصف إلى أواخر سن المراهقة، وهيبيفيليا للإشارة إلى التفضيل الجنسي للأفراد في سن البلوغ المبكر، وبيدوفيليا للإشارة إلى الاهتمام الجنسي الأساسي أو الحصري لدى الأطفال قبل سن البلوغ.

## أصل الكلمة والتعاريف
يأتي مصطلح إيفيبوفيليا "الشبق اليافع "من الكلمة اليونانية إيفيبوس، والتي تعني "الشاب الذي يتراوح عمره بين الثامنة عشرة والعشرين، وخاصة الذي اجتاز اختبار القبول الرسمي وتم تسجيله كمواطن في أثينا". تم استخدام هذا المصطلح في الأبحاث من قبل عالم النفس الهولندي فريتس برنارد عام 1950، ثم أُعيد نشره عام 1960 في مجلة دعم المثليين الصداقة تحت الاسم المستعار فيكتور سيرفاتيوس. مع نسب أصل المصطلح إلى ماجنوس هيرشفيلد دون تحديد تاريخ دقيق.  في الواقع، تم نشر الكلمة لأول مرة باللغة الفرنسية ( éphébophilie ) من كتاب جورج سانت بول الصادر عام 1896، الزوان والسموم: الانحراف والانحراف الجنسي.
تم وصف المصطلح من قبل الفرنسي فيليكس بوفيير في عام 1980، والباحث الباكستاني طارق رحمن، الذي زعم أن الإيفوبوفيليا يجب أن تستخدم بشكل خاص فيما يتعلق بالمثلية الجنسية عند وصف الاهتمام الجمالي والإيروتيكي للرجال البالغين بالفتيان المراهقين في الأدب الكلاسيكي الفارسي أو التركي أو الأردي. تم إحياء المصطلح أيضًا بواسطة راي بلانشارد للإشارة إلى الرجال الذين يفضلون جنسيًا الفتيات من سن 15 إلى 19 عامًا. تم أيضًا تحديد النطاق العمري النموذجي لمرض الإيفبوفيليا على أنه 15-16 عامًا.  تمت دراسة الاهتمام الجنسي لدى النساء بالمراهقين بشكل أقل بكثير من الاهتمام الجنسي لدى الرجال بالمراهقين.
على الرغم من أن الإيفوبوفيليا ليست تشخيصًا نفسيًا. فإن مصطلح البيدوفيليا يستخدم بشكل شائع من قبل عامة الناس ووسائل الإعلام، على الأقل في العالم الناطق باللغة الإنجليزية، للإشارة إلى أي اهتمام جنسي من قبل البالغين الأكبر سنًا بشكل ملحوظ تجاه القاصرين دون سن الرشد المحلي، بغض النظر عن مستوى نموهم البدني أو العقلي.

## الصفات
عادةً ما يكون لدى المراهقين في منتصف إلى أواخر مرحلة المراهقة خصائص جسدية قريبة من أو متطابقة مع خصائص البالغين القانونيين. وبسبب هذا، يزعم الباحثان سكاي ستيفنز ومايكل سي. سيتو أن الإيفوبوفيليا تتناقض مع ما يستلزمه الشذوذ الجنسي لأن "المراهقين الأكبر سنًا قادرون على الإنجاب وحقيقة أن الرجال ينجذبون جنسيًا إلى المراهقين الأكبر سنًا، كما ينعكس في التقارير الذاتية والدراسات النفسية الفسيولوجية واستخدام المواد الإباحية. يذكر الطبيب النفسي وعالم الجنس فريد برلين أن معظم الرجال يمكنهم العثور على أشخاص في هذه الفئة العمرية جذابين جنسيًا، لكن هذا لا يعني أنهم سيتصرفون بناءً على ذلك. قد لا يعاني بعض الرجال الذين ينخرطون مع المراهقين من اضطراب معين. قد تكون الفرصة وعوامل أخرى قد ساهمت في تصرفاتهم بالطريقة التي يتصرفون بها. وفقًا لعالم النفس وعالم الجنس جيمس كانتور، من الشائع جدًا أن ينجذب الرجال العاديون إلى الفتيات في سن 18 أو 20 عامًا. ليس من غير المعتاد أن يكون الشاب العادي البالغ من العمر 16 عامًا جذابًا للعديد من الرجال وكلما تقدمنا في السن، قل عدد الرجال الذين ينجذبون إلى هذه الفئة العمرية.
يُستخدم مصطلح إيفيبوفيليا فقط لوصف تفضيل الشركاء الجنسيين في منتصف إلى أواخر مرحلة المراهقة، وليس مجرد وجود مستوى معين من الانجذاب الجنسي. وبشكل عام، لا ينظر علماء النفس إلى التفضيل على أنه مرض، طالما أنه لا يتعارض مع مجالات رئيسية أخرى في حياة الفرد. لم يتم تضمينه في الدليل التشخيصي والإحصائي للاضطرابات العقلية، الطبعة الخامسة.
صرح بلانشارد وآخرون أن الهيبيفيليا ، وهو الاهتمام الإيروتيكي الذي يركز على المراهقين الصغار، لم ينتشر على نطاق واسع، حتى بين المهنيين الذين يعملون مع مرتكبي الجرائم الجنسية ، وربما تم الخلط بينه وبين مصطلح الإيفوبوفيليا ، الذي يشير إلى تفضيل المراهقين الأكبر سنًا. استنتجوا أن قلة من الناس قد يرغبون في وصف الاهتمام الجنسي لدى المراهقين المتأخرين أو حتى في منتصف فترة المراهقة بأنه مرض نفسي، لذلك ربما تم تجاهل مصطلح هيبيفيليا إلى جانب مصطلح إيفيبوفيليا. على الرغم من أن ستيفنز وسيتو يزعمان أنه على النقيض من الإيفوبوفيليا، من الناحية المفاهيمية، فإن الهيبيفيليا هي اضطراب شاذ يعكس اهتمامًا جنسيًا غير نمطي (نادرًا إحصائيًا) لدى الأطفال في سن البلوغ، إلا أنهما يذكران أيضًا أن الهيبيفيليا لم يتم قبولها على نطاق واسع باعتبارها اضطرابًا شاذًا أو اضطرابًا عقليًا وأن هناك نقاشًا أكاديميًا كبيرًا حول ما إذا كان ينبغي تصنيفها على أنها أي منهما.